# Jan Olsson
Jan Olsson (18. března 1944, Kungshamn - 17. května 2023) byl švédský fotbalista, záložník. V roce 1970 byl vyhlášen švédským fotbalistou roku.

## Fotbalová kariéra
Začínal v týmu GAIS. V letech 1969-1971 hrál v německé bundeslize za VfB Stuttgart. Po návratu do Švédska hrál opět za GAIS a Örgryte IS. Ve Veletržním poháru nastoupil ve 4 utkáních a dal 1 gól. Za švédskou fotbalovou reprezentaci nastoupil v letech 1967–1973 ve 22 utkáních a dal 1 gól. Byl členem švédské fotbalové reprezentace na Mistrovství světa ve fotbale 1970, nastoupil ve 2 utkáních. 

## Ligová bilance
| Ročník                                 | Zápasy | Góly | Klub          |
| -------------------------------------- | ------ | ---- | ------------- |
| 2. švédská liga 1965                   | 21     | 7    | GAIS          |
| 1. švédská liga 1966                   | 19     | 0    | GAIS          |
| 1. švédská liga 1967                   | 21     | 9    | GAIS          |
| 1. švédská liga 1968                   | 20     | 5    | GAIS          |
| 1. švédská liga 1969                   | 11     | 2    | GAIS          |
| Německá fotbalová Bundesliga 1969/1970 | 30     | 12   | VfB Stuttgart |
| Německá fotbalová Bundesliga 1970/1971 | 34     | 8    | VfB Stuttgart |
| 2. švédská liga 1971                   | 13     | 2    | GAIS          |
| 1. švédská liga 1972                   | 11     | 0    | GAIS          |
| 1. švédská liga 1973                   | 26     | 0    | GAIS          |
| 1. švédská liga 1974                   | 2      | 0    | GAIS          |
| 1. švédská liga 1975                   | 13     | 0    | Örgryte IS    |
| 1. švédská liga 1976                   | 22     | 3    | Örgryte IS    |
| 2. švédská liga 1977                   | 17     | 2    | Örgryte IS    |
| CELKEM 1. švédská liga                 | 145    | 19   |               |
| CELKEM Německá fotbalová Bundesliga    | 64     | 20   |               |